# 中国科学院图书馆图书分类法
中国科学院图书馆图书分类法简称科图法。是对图书的一种分类方法。

## 沿革
1954年由中国科学院图书馆开始编制，1958年正式出版，1974年2月出版了自然科学部分的修订第二版。1979年、1994年分别进行了修订。分为25大类。 

## 分类
- 00. 马克思列宁主义、 毛泽东思想
- 01. 马克思恩格斯著作及其研究
- 02. 马克思著作及其研究
- 03. 恩格斯著作及其研究
- 04. 列宁著作及其研究
- 05. 斯大林著作及其研究
- 06. 毛主席著作及其研究
- 08. 马克思、恩格斯、列宁、斯大林、毛泽东著作及其研究
- 09. 马克思主义、列宁主义、毛泽东思想的学习与研究
- 10. 哲学
- 11. 马克思主义哲学
- 12. 哲学史
  - 12.1 世界哲学
- 13. 中国哲学
- 14. 亚洲哲学
- 15. 欧洲、非洲、美洲、大洋洲哲学
- 16. 逻辑（论理学）
- 17. 道德（伦理学）
- 18. 美学
- 20.  社会科学（总论）
- 21.  历史、历史学
- 22.  中国历史
- 24.  亚洲史
- 25.  欧洲、非洲、美洲、大洋洲史
- 27.  经济、经济学
- 31. 政治、社会生活
- 34. 法律、法学
- 36. 军事、军事学
- 37. 文化、科学、教育、体育
- 41. 语言、文字学
- 42. 文学
- 43. 中国文学
- 46. 亚洲文学
- 47. 欧洲、非洲、美洲、大洋洲文学
- 48. 艺术
- 49. 无神论、宗教学
- 50. 自然科学（总论）
  - 50.1 科学技术工作的方针、政策、法规
  - 50.3 自然科学理论与方法论
  - 50.4 自然科学史、现状及概况
  - 50.5 自然科学研究与工作方法
  - 50.7 自然科学一般工具书
  - 50.8 自然科学丛书、论文集、连续出版物
    - 50.91自然研究、自然历史
    - 50.95环境科学
    - 50.99显微镜学
- 51. 数学
  - 51.1 古典数学
  - 51.2 初等数学
  - 51.3 数理逻辑与数学基础
  - 51.4 数论、代数与组合理论
  - 51.5 几何、拓扑
  - 51.6 分析
  - 51.7 概率论与数理统计
  - 51.8 计算数学
  - 51.9 应用数学
- 52. 力学
  - 52.1 一般力学（理论力学、普通力学）
  - 52.2 振动学
  - 52.4 连续介质力学（变形体力学）
  - 52.5 固体力学
  - 52.6 流变学
  - 52.7 流体力学
  - 52.8 空气动力学、气体动力学（可压缩流体力学）
    - 52.89 爆炸力学

  - 52.9 应用力学
- 53. 物理学
  - 53.1 物理基本概念
  - 53.2 理论物理学
  - 53.3 声学
  - 53.6 电学与磁学
  - 53.7 光学
  - 53.8 物理结构
  - 53.9 应用物理学
- 54. 化学
  - 54.1 普通化学
  - 54.2 物理化学（理论化学）、化学物理学
  - 54.4 无机化学
  - 54.5 有机化学
  - 54.6 分析化学
  - 54.7 应用化学
  - 54.9 晶体学（结晶学）
- 55. 天文学
  - 55.1 天体测量学及时间、历法
  - 55.2 天体力学（理论天文学）
  - 55.3 天体物理学
    - 55.38天体化学

  - 55.4 恒星
  - 55.5 太阳系
  - 55.6 银河系、河外星系、宇宙学
  - 55.7 射电天文学（无线电天文学）
  - 55.8 空间天文学
- 56. 地球科学（地学）
- 58. 生物科学
  - 58.1 普通生物学
    - 58.11 生命
    - 58.12 生物演化和发展、进化论、达尔文主义
    - 58.13 有机体个体发育及胚胎学
    - 58.14 遗传学
    - 58.15 普通细胞学
    - 58.16 普通形态学、解剖学和组织学
    - 58.17 生物物理学、生物化学、生理学和分子生物学
      -         -           - 58.17111 生物力学和生物能（力）学

    - 58.18 普通生态学、生物地理学和生物分类学
    - 58.19 应用生物学

  - 58.2 生物工程
  - 58.3 古生物学
  - 58.4 水生生物学
  - 58.5 寄生虫学
  - 58.6 微生物学与病毒学
  - 58.8 植物学
  - 59.1 动物学
  - 59.3 人类学
  - 59.4 人体胚胎学、人体解剖学
  - 59.5 人体与动物的生物物理学、生物化学、生理学和分子生物学
  - 59.8 心理学
- 61. 医药、卫生
- 62. 中医、中药学
- 63. 临床医学
  - 63.3　药物学
- 65. 农业科学
- 66. 农作物
- 67. 园艺
- 68. 林业与林业科学
- 69. 畜牧、兽医、蚕蜂、水产
- 71. 工程技术
  - 71.1 工业经济
  - 71.2 一般工程技术
  - 71.3 工业通用技术与设备
  - 71.4 计量学、计量技术
  - 71.5 声学工程
  - 71.6 摄影技术
  - 71.7 真空工程（真空技术）
- 72. 能源学、动力工程
  - 72.1 电能学
  - 72.2 氢能学、氢能工程
  - 72.3 原子能学、原子能工程
  - 72.4 生物质能学
  - 72.5 热能学、热力工程
  - 72.6 地下热能学、海洋能学
  - 72.7 水能学
  - 72.8 风能学
  - 72.9 太阳能学（日光能学）
- 73. 电技术、电子技术
  - 73.1 基础电工学
  - 73.2 电机工程
  - 73.4 电信技术（电信工程）
  - 73.6 电子技术（电子工程）
  - 73.8 自动化与远距离控制
  - 73.9　计算机科学技术
- 74. 矿业工程
- 75. 金属学（物理冶金）
- 76. 冶金学
- 77. 金属工艺、金属加工
- 78. 机械工程、机器制造
- 81. 化学工业
- 83. 食品工业
- 85. 轻工业、手工业及生活供应技术
- 86. 土木建筑工程
  - 86.1土木建筑一般著作
  - 86.2 结构工程
  - 86.3 房屋建筑工程
  - 86.4 地下建筑工程
  - 86.5 桥梁工程、隧道工程
  - 86.6 区域规划与市政、卫生、环境工程
  - 86.8 水利工程
- 87. 运输工程
- 90. 综合性图书
- 91. 书目、索引
- 92. 百科全书、类书
- 93. 词典
- 94. 年鉴、年刊
- 95. 连续性出版物
- 96. 著作集、论文集、杂著
- 97. 丛书
- 98. 中国古典典籍
- 99. 特藏